# Mohammed 'Abed al-Jabri
Mohammed ‘Abed al-Jabri también reconocido como Yabri (27 de diciembre de 1935 - 3 de mayo de 2010) fue un filósofo marroquí, un intelectual en Norteáfrica, y un especialista en el pensamiento del mundo árabe e islámico. 

## Biografía
Mohammed ‘Abed al-Jabri se crio en una familia que apoyaba al partido Istiqlal, un grupo de resistencia contra el dominio de Francia y España, que buscaba la independencia y la unidad de Marruecos. Cuando Marruecos obtuvo la independencia, al-Jabri obtuvo diploma en el área de ciencias en un bachillerato árabe. Al-Jabri trabajó para al-Alam, que fue la publicación oficial del Istiqlal.
En 1958, al-Jabri empezó a estudiar filosofía en la Universidad de Damasco, en Siria. Después de un año cambió a la Universidad de Rabat. En julio de 1963 entró a la cárcel con muchos compañeros de la UNFP, pero nunca dejó la actividad política. En 1967 empezó a enseñar filosofía en la Universidad de Mohammed V, en Rabat. Publicó muchas obras sobre pensamiento árabe islámico contemporáneo.
Falleció en Casablanca, Marruecos, el 3 de mayo de 2010.

## Pensamiento

### Contexto histórico
En los años 50, los países norteafricanos islámicos – por ejemplo Marruecos, Argelia y Túnez – adquirieron su independencia de Francia y España. Posteriormente estos países cayeron en una confusión cultural y política. La cultura árabe islámica sigue luchando contra el colonialismo cultural. Los países norteafricanos necesitaban encontrar una filosofía para los nuevos países y la unidad de Norteáfrica. Mohammed ‘Abed al-Jabri buscaba esa nueva filosofía en la tradición intelectual árabe.

### De tradición (turath) a modernismo
Según al-Jabri, el Magreb (mundo occidental árabe) tiene una tradición intelectual racionalista basada en la filosofía griega. Un ejemplo fue el caso de Averroes en Occidente. Poco antes, en el Máshreq (mundo oriental árabe), los filósofos escribían las obras sobre gnosticismo, hermetismo, y sufismo, que, según al-Jabri, se basaban en el irracionalismo. Ahora, afirmando que el mundo árabe moderno necesita a la razón para sobrevivir en el mundo internacional contemporáneo. Como se puede ver el mundo árabe e islámico tiene una tradición racionalista. Actualmente se debe rescatar el pensamiento de Averroes para poder hablar de un averroísmo moderno.

### El Averroísmo moderno
¿Cómo puede sobrevivir nuestra tradición? Al-Jabri contestó que sólo a través del averroísmo, considerándolo a éste como el futuro. Inicialmente el averroísmo había roto con el pensamiento de Avicena, suní y sufí de la filosofía oriental. Posteriormente, Averroes también había roto la manera del pensamiento teórico entre pensamiento filosófico y teológico. Antes, la ciencia y la filosofía existían para explicar una concepción de la religión. Pero Averroes termina con la relación entre religión y ciencia, así como religión y filosofía. Averroes opinaba que la comprensión de la filosofía debería tener como base exclusivamente los principios mismos de la filosofía, y no tenía que basarse en otros, como podrían ser los de la religión.
El espíritu del averroísmo se adaptaba en nuestra historia porque el averroísmo coincidía no sólo con uno sino con varios puntos de vista. Por ejemplo, con el racionalismo, realismo, método axiomático y acercamiento a la crítico. Y por esa adaptación, el espíritu de averroísmo está separado de los avicenianos y su espíritu oriental, así como del pensamiento gnóstico y hermético.

### Reconstrucción del pensamiento árabe e islámico
El pensamiento de al-Jabri está anclando en los preocupaciones urgentes del mundo árabe moderno. Para fundamentar racionalmente de la cultura árabe moderna-contemporánea, él hizo referencia a los antecedentes racionalistas de la historia del mundo árabe e islámico. En fin, dijo que la razón y sólo con la razón se podría finalizar con el caos cultural en el mundo árabe moderno, y llegar a cumplir con su único objetivo, crear justicia, socialismo y democracia. Para ese objetivo, el mundo árabe debe partir del racionalismo, tanto de los filósofos árabes en el periodo medieval y modernidad temprana. Sólo con esta reconstrucción, se puede tener un lugar seguro en el mundo moderno actual.

### Crítica
El filósofo palestino-estadounidense, Ibrahim M. Abu-Rabi‘ critica el objetivo de al-Jabri de conectar el racionalismo árabe con la posibilidad de una revolución científica en el mundo árabe. Según Abu-Rabi‘, el pensamiento de al-Jabri que abraza la posición teórica de la modernidad, podría hacer la polémica contra la imperialista europea moderna en el mundo árabe e islámico.

## Obras del autor
- Arab-Islamic Philosophy: A Contemporary Critique. Trans. Aziz Abbassi. Austin: University of Texas Press, 1999. {ISBN 0-292-70480-1}
- Critique de la Raison Arabe. 3 tomes., Beyrouth, 1982.
- Nous et Notre Passé (Al-Marqaz al-taqafi al-arabi). Lecture contemporaine de notre patrimoine philosophique, 1980.
- La Pensée de Ibn Khaldoun: la Assabiya et l'État. Grandes lignes d'une théorie Khaldounienne de l'histoire musulmane. Paris: Édima, 1971.
- Pour une Vision Progressiste de nos Difficultés Intellectuelles et Éducatives. Paris: Édima, 1977.
- Crítica de la razón árabe. Barcelona: Icaria, 2001